# Ciclismo nos Jogos Olímpicos de Verão de 1976
O ciclismo nos Jogos Olímpicos de Verão de 1976 foi realizado em Montreal, no Canadá, com dois eventos de estrada e quatro de pista, todos masculinos. A prova de dois quilômetros tandem, que fazia parte do programa do ciclismo desde os Jogos Olímpicos de 1908 em Londres, foi excluído permanentemente das Olimpíadas a partir destes Jogos.

## Eventos do ciclismo
Masculino: Estrada individual | Equipes contra o relógio | 1 km contra o relógio | Velocidade | Perseguição individual | Perseguição por equipes

## Estrada individual masculino
| Pos. | País          | Atletas             | Tempo   |
| ---- | ------------- | ------------------- | ------- |
|      | Suécia (SWE)  | Bernt Johansson     | 4:46:52 |
|      | Itália (ITA)  | Giuseppe Martinelli | 4:47:23 |
|      | Polônia (POL) | Mieczysław Nowicki  | 4:47:23 |

## Equipes contra o relógio masculino
| Pos. | País                  | Atletas                                                               | Tempo   |
| ---- | --------------------- | --------------------------------------------------------------------- | ------- |
|      | União Soviética (URS) | Aavo Pikkuus Valery Chaplygin Anatoly Chukanov Vladimir Kaminsky      | 2:08:53 |
|      | Polônia (POL)         | Ryszard Szurkowski Tadeusz Mytnik Mieczysław Nowicki Stanisław Szozda | 2:09:13 |
|      | Dinamarca (DEN)       | Jørn Lund Verner Blaudzun Gert Frank Jørgen Hansen                    | 2:12:20 |

## 1 km contra o relógio masculino
| Pos. | País                    | Atletas             | Tempo   |
| ---- | ----------------------- | ------------------- | ------- |
|      | Alemanha Oriental (GDR) | Klaus-Jürgen Grünke | 1:05.92 |
|      | Bélgica (BEL)           | Michel Vaarten      | 1:07.51 |
|      | Dinamarca (DEN)         | Niels Fredborg      | 1:07.61 |

## Velocidade individual masculino
| Pos. | País                    | Atletas        |
| ---- | ----------------------- | -------------- |
|      | Checoslováquia (TCH)    | Anton Tkáč     |
|      | França (FRA)            | Daniel Morelon |
|      | Alemanha Oriental (GDR) | Jürgen Geschke |

## Perseguição individual masculino
| Pos. | País                     | Atletas         |
| ---- | ------------------------ | --------------- |
|      | Alemanha Ocidental (FRG) | Gregor Braun    |
|      | Países Baixos (NED)      | Herman Ponsteen |
|      | Alemanha Oriental (GDR)  | Thomas Huschke  |

## Perseguição por equipes masculino
| Pos. | País                     | Atletas                                                        |
| ---- | ------------------------ | -------------------------------------------------------------- |
|      | Alemanha Ocidental (FRG) | Peter Vonhof Gregor Braun Hans Lutz Günther Schumacher         |
|      | União Soviética (URS)    | Viktor Sokolov Vladimir Osokin Aleksandr Perov Vitaly Petrakov |
|      | Grã-Bretanha (GBR)       | Ian Hallam Ian Banbury Michael Bennett Robin Croker            |

## Quadro de medalhas do ciclismo
| Ordem | País                   | Medalha de ouro | Medalha de prata | Medalha de bronze | Total |
| ----- | ---------------------- | --------------- | ---------------- | ----------------- | ----- |
| 1     | FRG Alemanha Ocidental | 2               | 0                | 0                 | 2     |
| 2     | URS União Soviética    | 1               | 1                | 0                 | 2     |
| 3     | GDR Alemanha Oriental  | 1               | 0                | 2                 | 3     |
| 4     | TCH Checoslováquia     | 1               | 0                | 0                 | 1     |
| 4     | SWE Suécia             | 1               | 0                | 0                 | 1     |
| 6     | POL Polônia            | 0               | 1                | 1                 | 2     |
| 7     | BEL Bélgica            | 0               | 1                | 0                 | 1     |
| 7     | FRA França             | 0               | 1                | 0                 | 1     |
| 7     | ITA Itália             | 0               | 1                | 0                 | 1     |
| 7     | NED Países Baixos      | 0               | 1                | 0                 | 1     |
| 11    | DEN Dinamarca          | 0               | 0                | 2                 | 2     |
| 12    | GBR Grã-Bretanha       | 0               | 0                | 1                 | 1     |